# Mondo immaginario

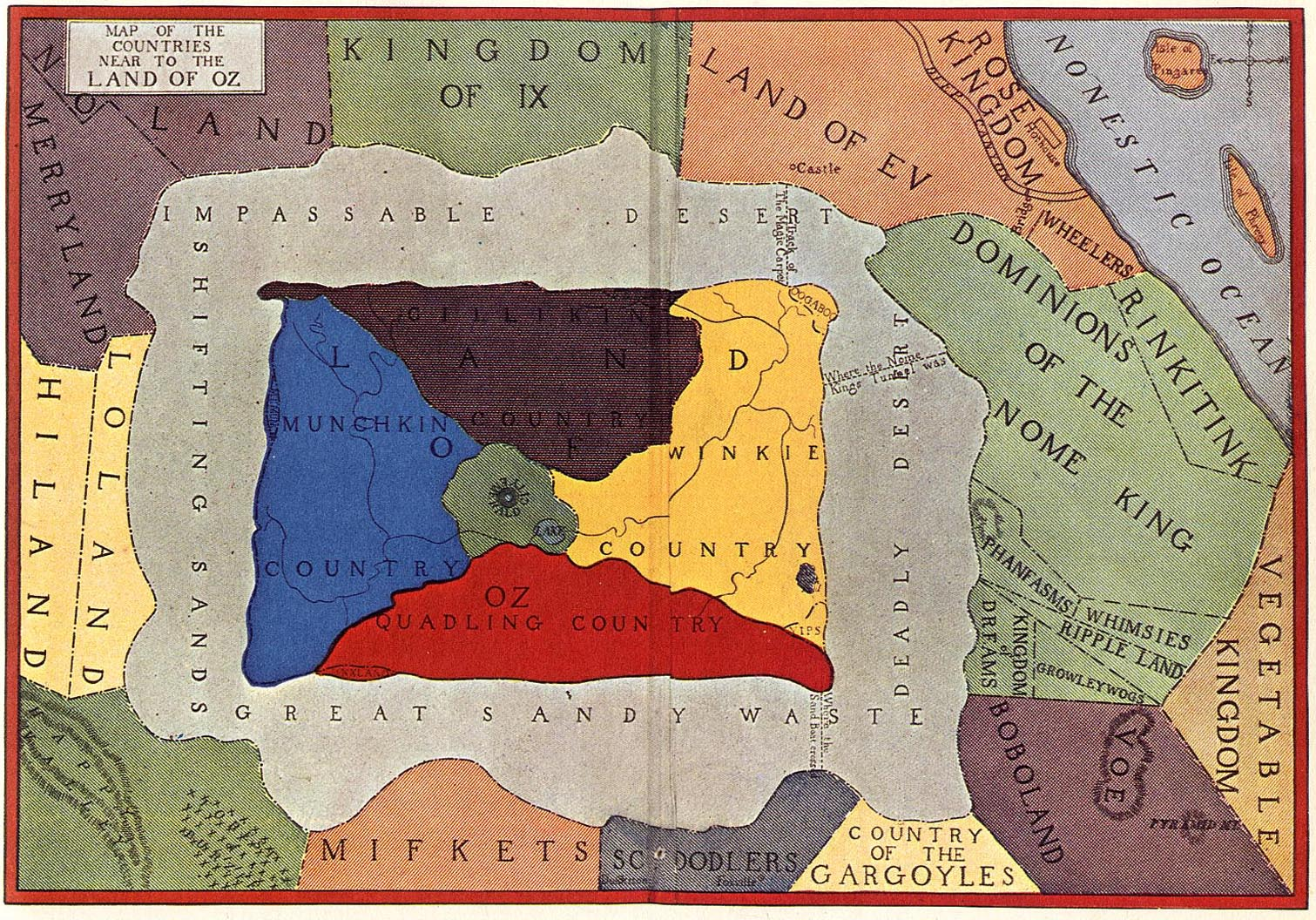
Mappa del favoloso Paese di Oz e dintorni, in cui sono ambientati i libri di Oz di L. Frank Baum.

Un mondo immaginario è una ambientazione, luogo, evento o scenario differente dalla realtà obiettiva, variando dalla volontaria sospensione dell'incredulità di mondi immaginari di opere narrative e della realtà comune costruita socialmente dell'immaginario collettivo, alle realtà alternative risultanti da disinformazione, mistificazione o congetture immaginarie, e dell'universo soggettivo di stati alterati di coscienza, psicosi o sogno. Mondi immaginari sono stati il soggetto di fantasie cosmologiche e filosofiche fin dai tempi antichi.
Spesso un mondo immaginario è costruito in maniera coesa e fa da ambientazione o sfondo ad una o più opere di letteratura come una serie di romanzi, di film, di videogiochi (talvolta in questo senso impropriamente si parla di universo immaginario, che invece implica concetti astronomici e fisici o teorie scientifiche).

## Elementi

### Ambientazioni
Le ambientazioni immaginarie non devono necessariamente riflettere o riprodurre il mondo naturale, e logica, leggi della fisica e plausibilità sono spesso ignorate o violate.
- Ambientazione (nei giochi di ruolo)
- Flatlandia
- Isola fantasma
- Luogo leggendario
- Mitologia artificiale
- Mondo perduto (anche terra perduta, isola perduta)
- Mondo virtuale
- Pianeta immaginario
- Terra fantastica

### Luoghi
I luoghi immaginari sono meglio conosciuti nella mitologia e nelle opere di narrativa, dove sono creati come parte di un universo immaginario, con informazioni sulla loro storia passata ed attuale. In questo contesto un mondo immaginario potrebbe essere un mondo costruito con uno scopo preciso o creati per il divertimento personale, oppure possono emergere naturalmente dalla narrazione.
- Città immaginaria
- Paese immaginario (inteso come area geografica)

### Eventi o scenari
Pensiero e narrativa possono entrambi evocare eventi che nella realtà non sono accaduti o che non accadranno mai; questi eventi possono però occorrere in un mondo immaginario.
- Fantàsia
- Arda è il mondo immaginario dei romanzi di J. R. R. Tolkien, comprendente la Terra di Mezzo
- Ucronìa (storia alternativa)
- Fantapolitica
- Utopia e distopia
- Le città invisibili di Italo Calvino